# Helophilus campbellicus
Helophilus campbellicus är en tvåvingeart som beskrevs av Frederick Wollaston Hutton 1902. Helophilus campbellicus ingår i släktet kärrblomflugor, och familjen blomflugor. Inga underarter finns listade i Catalogue of Life.